# 刺猬花仙螺
刺猬花仙螺（学名：Babelomurex echinatus），是新腹足目珊瑚螺科Babelomurex的一种。主要分布于台湾，常栖息在浅海珊瑚礁、岩石底。